# 直立省藤
直立省藤（学名：Calamus erectus）又名滇缅省藤，为棕榈科省藤属下的一种。